# Antijudaísmo cristiano

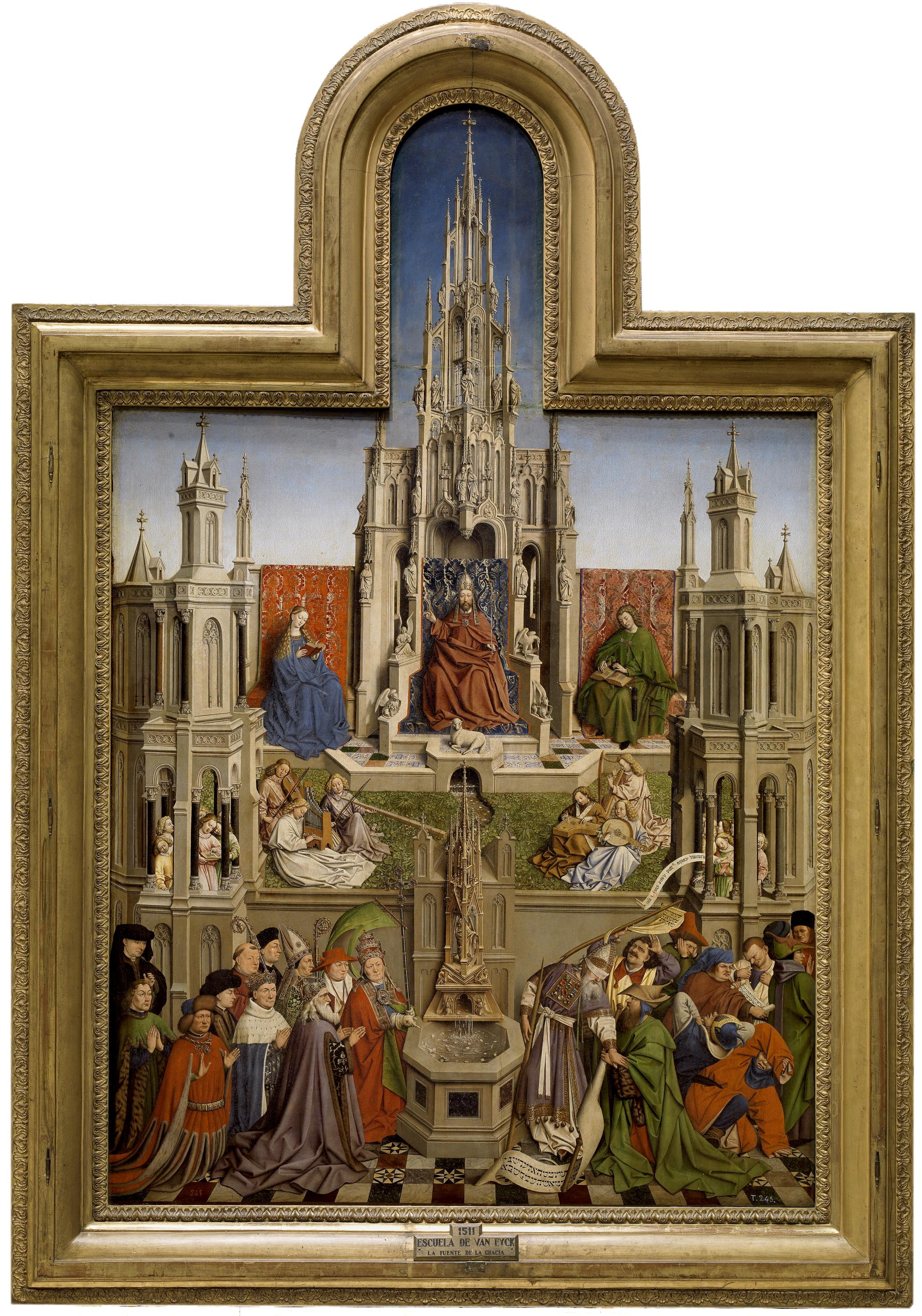
La Fuente de la Gracia o El triunfo de la Iglesia sobre la Sinagoga, cuadro del taller de Jan van Eyck, c. 1440-1450, que algunos creen que puede estar inspirado en un caso de profanación de la hostia que sucedió en Segovia. En la parte superior Dios sentado en su trono, acompañado de la Virgen y San Juan, a cuyos pies emana un río de hostias consagradas. En la parte inferior, a la izquierda la Iglesia cristiana, encabezada por el papa; a la derecha la Sinagoga, con un grupo de judíos y un sumo sacerdote con los ojos vendados, simbolizando su no percepción de "la luz del cristianismo".

El antijudaísmo cristiano es la discriminación y la hostilidad de los cristianos y de sus iglesias hacia los judíos basada fundamentalmente en argumentos religiosos. En la segunda mitad del siglo XIX el antijudaísmo cristiano enlaza con el antisemitismo contemporáneo, que se alimenta a su vez de los mitos y libelos antijudíos elaborados durante los siglos anteriores. En el catolicismo, el antijudaísmo se mantuvo como doctrina hasta el pontificado de Juan XXIII (1958-1963) y el Concilio Vaticano II (1962-1965).

## El antijudaísmo doctrinal
La predicación de Jesús y el comienzo de la Iglesia tuvieron lugar en la entonces región de Judea. Las tres mil personas que recibieron el bautismo como resultado del sermón de Pedro del día de Pentecostés, según relatan los Hechos de los Apóstoles, procedían de Judea o de otros lugares lejanos, pero todos eran judíos o simpatizantes que se encontraban en Jerusalén con motivo de la fiesta.
La misma predicación de san Pablo, cuya notable actividad apostólica entre los que no eran judíos le valdría el nombre de apóstol de los gentiles, se desarrolló casi siempre en los lugares donde había comunidades judías. Tal como nos informan sus cartas y los Hechos, solía ser allí donde, después de dirigirse a los judíos, a menudo en la sinagoga, comenzaba a predicar a los gentiles.
Estas primeras relaciones con las comunidades judías son tan evidentes que las más antiguas noticias que los autores paganos nos dan sobre los cristianos los distinguen con dificultad de los judíos. Por otra parte, tanto los Hechos como las cartas dejan entrever que los mismos judíos miraban al principio a los cristianos como un grupo, escindido y cada vez más herético, del propio judaísmo.
La expansión del cristianismo sigue al principio muy de cerca la existencia de comunidades judías.

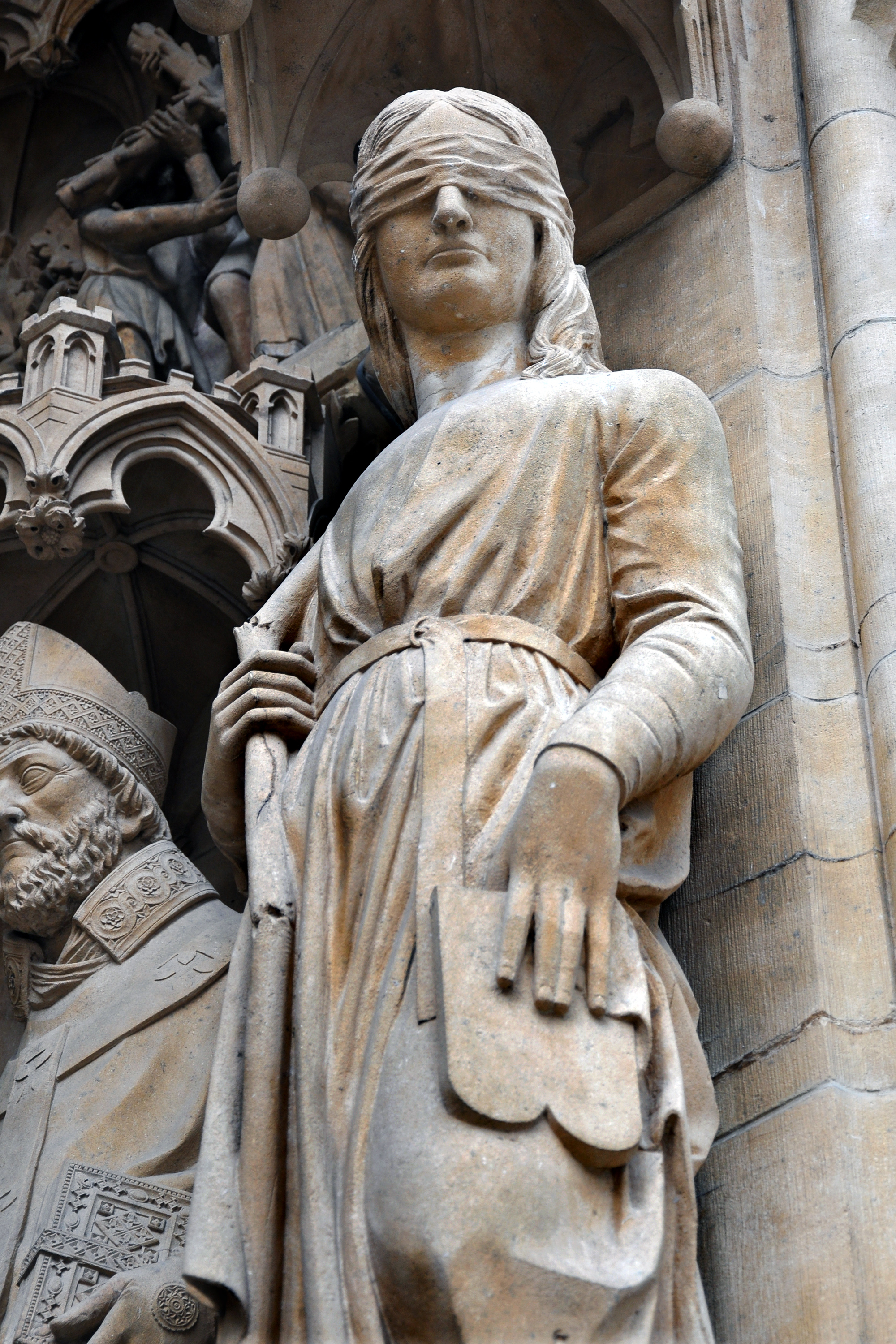
Escultura de la portada de la Virgen de la catedral de Metz que representa la "Sinagoga" como una mujer con los ojos vendados.

Desde sus orígenes el cristianismo se presentó a sí mismo como el "Nuevo Israel" y se escandalizó porque los judíos persistieran en su "ceguera" de seguir esperando la venida del Mesías, para cumplir la Promesa que Dios le hiciera a Abraham, cuando el Mesías ya había llegado: era Jesucristo —por eso "durante siglos, la iconografía cristiana representó a la sinagoga por una mujer con los ojos vendados, dando a entender que no veía ni quería ver la Verdad"—.  La Iglesia católica no podía permitir que los judíos negaran a Jesucristo como el Mesías porque eso ponía en cuestión la existencia misma del cristianismo. Así surgió la acusación contra los judíos de que eran el pueblo deicida, el responsable de la muerte de Jesucristo en la cruz, y durante siglos, en las ceremonias del Viernes Santo, se invitaba a los fieles cristianos a rezar pro perfidis Judaeis. La frase significaba textualmente oremos por los judíos que están apartados de la fe verdadera, pero siempre se le dio otro sentido, el de la perfidia que caracterizaba al pueblo judío en su conjunto. Hubo que esperar casi dos mil años para que el papa Juan XXIII en 1959 ordenara que ya no se rezara el Oremus pro perfidis Judaeis en las iglesias católicas.
«Hay, pues, dos fuentes principales... [del] "antijudaísmo". Por un lado, y en primer lugar, el reproche que se les hace a los judíos de no reconocer a Jesús y de negar adherirse al cristianismo (esa resistencia, esa negativa a abjurar su fe, a convertirse son, en toda la historia, un fenómeno destacado que suscita hostilidad). Y, por otro lado, la acusación de ser un pueblo criminal, "deicida"», ha afirmado Michel Wieviorka.

### Los Padres de la Iglesia y la Alta Edad Media (siglos IV al XI d.C.)
Cuando en el siglo IV d. C. el cristianismo se convirtió en la religión oficial del Imperio Romano, los judíos perdieron buena parte de sus derechos de ciudadanía otorgada por el emperador Caracalla a principios del siglo III a todos los habitantes del Imperio. Pero los judíos, siguiendo la doctrina del padre de la Iglesia San Agustín, no fueron perseguidos, sino "tolerados" en la acepción original —negativa— del término "tolerar", que significaba aguantar, disimular, permitir lo que no es lícito. Como ha señalado Joseph Pérez, "hasta en nuestro tiempo [en el que a la palabra tolerancia se le ha dado una significación nueva y positiva] tolerar ha venido a ser resignarse a una situación que se debería censurar, a un mal que convendría prohibir, pero que, por motivos varios, no hay más remedio que consentir y aguantar".
A los judíos se les aplicaba el trato que se daba a los creyentes de las falsas religiones —"en la Edad Media, cristianos, moros y judíos estaban todos convencidos de que su religión era la única verdadera, con la exclusión de las otras, que eran, por lo tanto, consideradas como falsas", recuerda Joseph Pérez, por lo que no se les respetaba ni se les reconocían derechos, sólo se les "toleraba". En los documentos medievales castellanos se encuentra a veces la expresión referida a los judíos: «deben ser tolerados e sufridos»—. "No se les perseguía ni se les expulsaba porque se pensaba que su presencia podía ser útil", afirma Joseph Pérez. Diversos textos jurídicos, como el Código Teodosiano, promulgaron leyes y decretos antijudíos, y un concilio como el Cuarto Concilio de Orleans de 541 estaría básicamente consagrado a disponer medidas contra los judíos (como la prohibición de poseer esclavos cristianos o la de aparecer en público durante el periodo pascual).
Desde el punto de vista doctrinal, la "utilidad" de la presencia de los judíos en el seno de la sociedad cristiana fue defendida por Agustín de Hipona, frente a otros padres de la Iglesia considerados por Romero y Macías mucho más beligerantes contra los judíos, como Juan Crisóstomo, quien en sus sermones les adscribía todo tipo de perversiones y los equiparaba con el demonio. Con todo, esa interpretación de Juan Crisóstomo como «antijudío» es considerada anacrónica por estudiosos modernos de la Patrística. Para san Agustín, la coexistencia con los judíos era deseable para facilitar su conversión, porque el ejemplo de los cristianos les convencería de su error de no reconocer a Jesucristo como el Mesías. Por otro lado, a los judíos también había que admitirlos porque eran los depositarios de la «hebraica veritas» —el Antiguo Testamento, la Torá, que solo ellos podían leer en su lengua original porque estaba escrita en hebreo y en arameo— y que los cristianos también consideraban materia de fe porque de ella derivaba la "Verdad cristiana" y de esta manera se preservaba el mensaje de Dios. Pero que los judíos tuvieran que ser conservados "no significaba que no estuvieran sometidos a un terrible castigo divino como autores de la muerte del Salvador; por eso tenían que vivir dispersos y oprimidos. [...] Se trataba tan solo de una supervivencia en el tiempo, resto de un pasado condenado a extinguirse, en el tramo final, reconociendo que el Mesías había venido ya y que era precisamente aquel Jesús a quien el Sanedrín condenó".
La doctrina agustiniana fue la que determinó las normas que debían regir la "tolerancia" con los judíos —en el sentido originario y negativo del término—, las cuales quedaron plasmadas en la Constitutio pro iudaeis promulgada por el papa Inocencio III en 1199, en un momento en que la violencia antijudía, que había comenzado con la persecución de los judíos durante la Primera Cruzada cien años antes, se extendía por Europa. En la Constitutio se exhortaba a los príncipes cristianos a proteger a los judíos y sus bienes, y expresamente a evitar los saqueos de sus cementerios y la interrupción violenta de sus ritos y celebraciones. Asimismo se mostraba contraria a la conversión forzosa de los judíos. Pero este mismo papa, Inocencio III, sería el que propiciaría el cambio de doctrina respecto de los judíos plasmada en el IV Concilio de Letrán celebrado solo dieciséis años después.

### La Plena Edad Media (siglos XI-XIV): el fin de la "tolerancia"

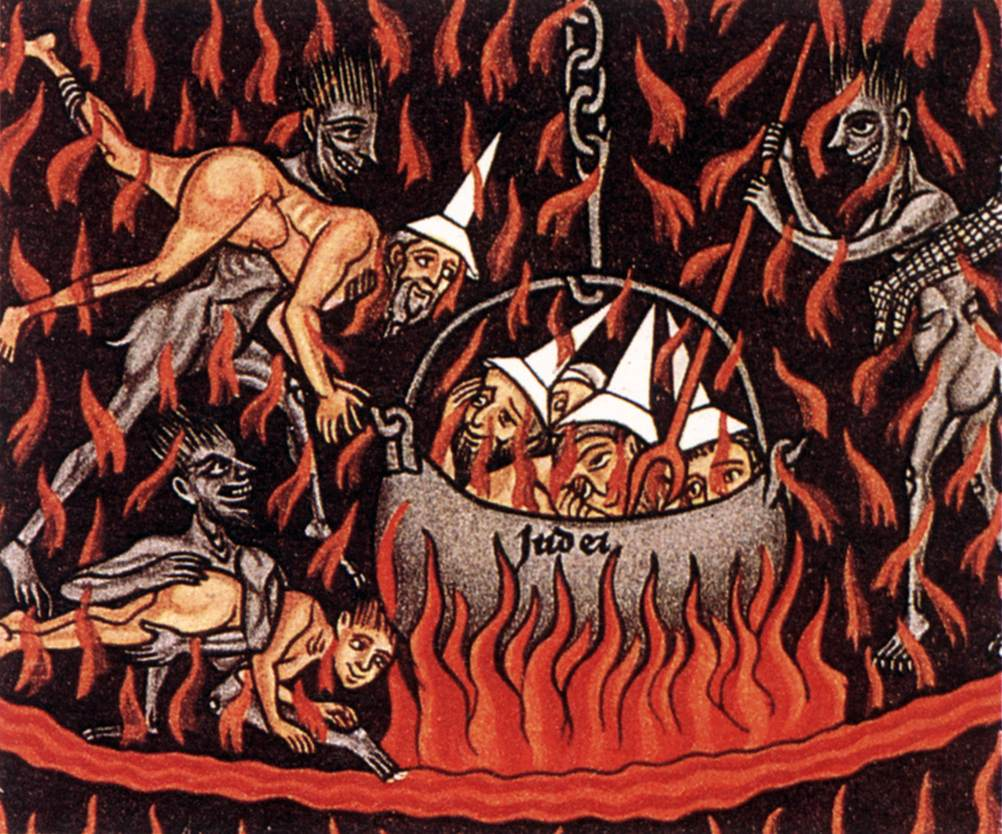
Ilustración de judíos en el infierno, manuscrito Hortus deliciarum (1180) por Herrada de Landsberg.

A partir del siglo XI comenzó a cambiar profundamente la relativa benevolencia bajo la que los judíos habían vivido hasta entonces en el Occidente cristiano, con la excepción de la etapa final del reino de los visigodos de Hispania, donde el judaísmo estuvo a punto de desaparecer. La primera muestra fueron las masacres de judíos por parte de los cruzados que se dirigían a Tierra Santa. Joseph Pérez las relaciona con los motivos escatológicos de la primera cruzada: "Los avances de los turcos parecían anunciar la venida del Anticristo y el fin del mundo; ahora bien, san Pablo (Rom., XI, 15) había dado a entender que los judíos se convertirían cuando llegase el fin de los tiempos; de ahí pudo surgir la idea de que era oportuno acelerar aquel proceso, forzando a los judíos a convertirse, arrinconando y maltratando a los que se resistían".
En el cambio de percepción del lugar que ocupaban los judíos en el seno de las sociedades cristianas tuvieron un especial protagonismo varios eruditos judíos que se convirtieron al cristianismo, entre los que destacó Moisé Sefardí, que cuando se convirtió en 1106, cambió su nombre por el de Pedro Alfonso. Alfonso escribió Dialogus contra judeos (Diálogos contra los judíos), donde por primera vez se utilizan los argumentos de la literatura rabínica, que Pedro Alfonso conocía muy bien, para combatir el judaísmo. En la obra Pedro Alfonso lanza una acusación de enorme trascendencia: los dirigentes judíos sabían que Jesús era Hijo de Dios y la prueba se podía encontrar en el Talmud, el libro sagrado de los hebreos. Pedro Alfonso, pues, demostraba que los judíos eran verdaderamente culpables de deicidio porque cuando condenaron a muerte a Jesús, sabían que era Dios. Con esta acusación se cuestionaba la opinión de Agustín de Hipona de que los judíos de Jerusalén actuaron por ignorancia, creencia en la que se había basado la política de "tolerancia" mantenida hasta entonces y cuyo objetivo último era convertir a los judíos en cristianos al mostrarles la Verdad de Jesucristo. Si los judíos ya conocían esa Verdad, entonces no era posible la conversión y,  por tanto, ya no tenía sentido la "tolerancia" hacia ellos.
El paso decisivo hacia una postura mucho más intransigente hacia los judíos se produjo en el IV Concilio de Letrán convocado por el papa Inocencio III y celebrado en 1215. Tras reiterar la condena hacia los judíos como pueblo deicida, se acordaron allí una serie de medidas discriminatorias para aislarlos de la población cristiana: la obligación de vivir en barrios separados y de portar una señal para poder ser reconocidos inmediatamente; la prohibición absoluta de mantener relaciones sexuales entre judíos y cristianos; la prohibición de que pudieran tener criados o empleados cristianos, así como la de ejercer determinadas profesiones —como la de médico de un cristiano— u ocupar puestos que les dieran autoridad sobre cristianos; la prohibición de construir nuevas sinagogas. "El objetivo era acabar cuanto antes con la perfidia de los judíos que se empeñaban en negar lo evidente: que Jesucristo era el Mesías anunciado. Uno de los papeles asignados a las órdenes mendicantes [recién fundadas] fue precisamente la predicación para convencer y convertir a los judíos", afirma Joseph Pérez.

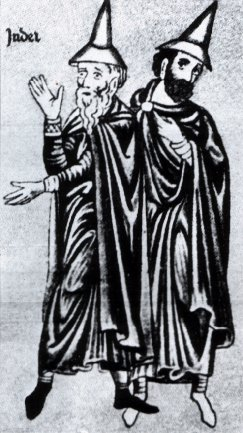
Dos judíos alemanes de la baja Edad Media, cada uno portando el Judenhut, sombrero que los identificaba, segregaba y era de uso obligatorio en Alemania desde 1267.

La aplicación de estas medidas no se hizo esperar. San Luis, rey de Francia, obligó a los judíos a llevar una rodela amarilla en el vestido y en 1254 los expulsó de sus dominios, aunque más tarde los volvió a admitir a cambio de una fuerte suma de dinero. En el siglo siguiente, volvieron a ser expulsados y readmitidos, hasta que en 1394 fueron expulsados definitivamente de los territorios bajo soberanía del monarca francés. En el Sacro Imperio Romano Germánico el Concilio de Viena de 1267 reiteró lo acordado en el Concilio de Letrán y obligó a los judíos a que llevaran un sombrero característico, el Judenhut. En 1290 eran expulsados del reino de Inglaterra. En cambio, las recomendaciones de Letrán no fueron completamente aplicadas en los reinos cristianos ibéricos porque los monarcas necesitaban la colaboración de la población judía para la repoblación y el desarrollo de los territorios conquistados a los musulmanes de Al-Ándalus. Sin embargo, en Castilla fueron recogidas en las Partidas de Alfonso X el Sabio, en las que se justificaba la presencia de los judíos «para que ellos viviesen como en cautiverio para siempre y fuesen recuerdo a los hombres que ellos vienen del linaje de aquellos que crucificaron a Nuestro Señor Jesucristo».

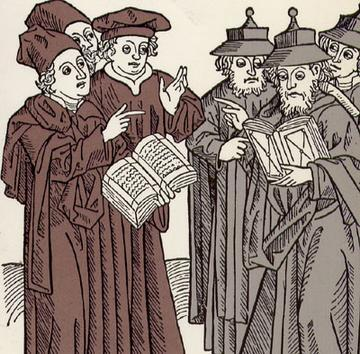
Grabado en madera de Johann von Armssheim (1483) ilustrando una disputa doctrinaria entre judíos y cristianos.

Un episodio que tuvo una gran trascendencia fue promovido por la afirmación de un judío recién convertido, Nicolás Donin, de que el Talmud contenía injurias y blasfemias contra la religión cristiana. Así se organizó en París una disputa entre cuatro prelados católicos que harían de acusadores y cuatro rabinos judíos que defenderían el Talmud. El resultado fue favorable a la acusación, y el rey San Luis ordenó en 1242 ejecutar la sentencia y varios miles de libros y manuscritos hebreos fueron quemados en la hoguera. Veinte años después tuvo lugar una disputa similar en Barcelona presidida por el rey de Aragón y conde de Barcelona Jaime I de Aragón, en la que participaron un judío convertido, el dominico Pablo Cristiano y el rabino de Gerona y gran filósofo Moisés Ben Nahmán, también conocido como Nahmánides. El tema central del debate celebrado en julio de 1263 fue la cuestión del Mesías y de la Trinidad, y tras la celebración del mismo Nahmánides fue acusado por los dominicos de blasfemo, por lo que tuvo que emigrar a Palestina para evitar la condena.
A los judíos se les obligaba a asistir a las disputas "para que presenciaran la derrota de sus rabinos ante los argumentos de los teólogos cristianos y quedaran así convencidos de que estaban engañados".  Asimismo se les forzaba a asistir a los sermones de los frailes dominicos que estaban autorizados a darlos en las propias sinagogas y en los que arremetían contra el judaísmo con el fin de convertir a sus oyentes. Pero estos métodos dieron escasos resultados porque la inmensa mayoría de los judíos siguieron fieles a la Ley Mosaica.
Poco después de la disputa de Barcelona, el dominico catalán Raimundo Martí, que tenía amplios conocimientos de árabe y hebreo, publicó un libro que tendría una gran trascendencia sobre la forma como abordaron los cristianos la presencia de los judíos junto a ellos. Su título era Pugio fidei adversos Mauros et Judaeos, cuya intención la aclaraba el propio Martí en el prólogo: «Con los libros del Antiguo Testamento que recibieron los judíos, además del Talmud y otros de sus textos auténticos, compondré una obra tal que sea capaz, casi como un puñal, de rasgar a los perseguidores de la fe cristiana y del culto». Como el libro estaba lleno de citas sacadas del Talmud y de los midrachim —interpretaciones y comentarios tradicionales— con su correspondiente traducción al latín, fue profusamente utilizado por todos los autores cristianos que querían mostrar los "errores" del judaísmo. El dominico explicaba en su libro que, tras la destrucción del Templo de Jerusalén, un rabino había pactado con el diablo el fin de los cristianos, por lo que los judíos habían dejado de ser el pueblo elegido por Dios para pasar a ser el pueblo elegido por Lucifer. Con esta conclusión se cerraba el ciclo de coexistencia con los judíos. Estos ahora "eran tan solo servidores de Satán, que los empleaba para destruir la fe cristiana".

## El antijudaísmo popular

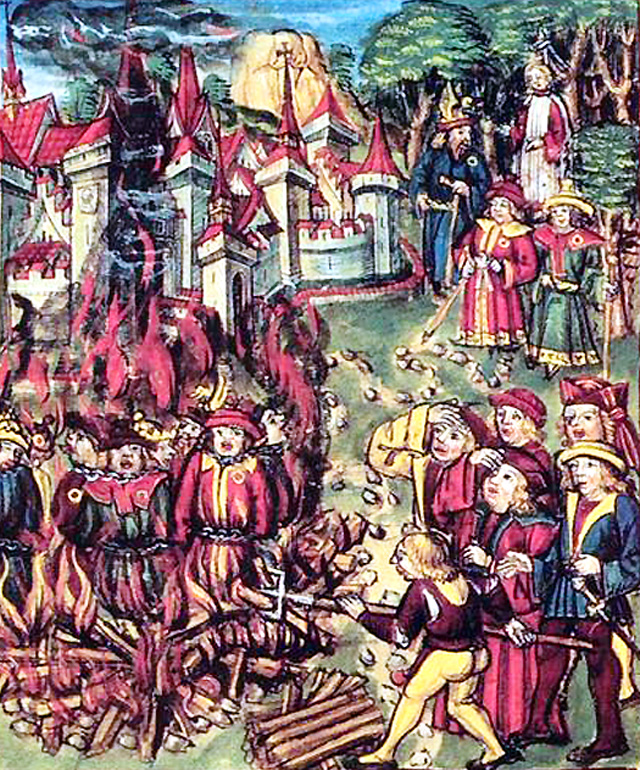
Judíos con la discriminatoria insignia amarilla perecen en la hoguera. Miniatura de un manuscrito del.

La creciente virulencia del antijudaísmo doctrinal alimentó y justificó los estereotipos antijudíos surgidos en los ámbitos no eruditos. En las predicaciones de las órdenes mendicantes, singularmente de los dominicos, se pasó de la imagen "más bien neutra del judío, víctima del demonio más que ser endemoniado" —susceptible por tanto de ser salvado— a la del "judío como ser abyecto y miserable, personificación de toda clase de vicios y maldades". En este contexto es en el que surgen una serie de leyendas y mitos antijudíos que tendrán una larga pervivencia y que contribuirán a crear "un ambiente que acabó por provocar y justificar la violencia de las masas cristianas contra los judíos", especialmente en momentos de crisis, como las que se produjeron en el siglo XIV como consecuencia del terrible impacto de la Peste Negra. "Los fieles se veían invitados a entrar en sí mismos y a ver en las catástrofes que se les venían encima otras tantas señales de la cólera de Dios que los castigaba por sus pecados y ¿qué mayor pecado había que el convivir con los descendientes de aquellos que habían dado muerte a Cristo?".

### El estereotipo del judío creado en la Edad Media
El rasgo más antiguo del estereotipo del judío creado en la Edad Media fue que los judíos eran sucios, cuando en realidad su preocupación por la limpieza era mayor que la de sus vecinos cristianos. Lo que sucedía es que los judíos solían vivir hacinados en los barrios que se les asignaban en las ciudades y cuya densidad de población era muy superior a los espacios cristianos, por lo que allí era difícil conseguir una higiene aceptable. Asociada a la suciedad estaba el prejuicio sobre el mal olor que desprendían, que tenía mucho que ver con sus hábitos culinarios como el uso del ajo.
Otro prejuicio consistía en que los judíos también eran malvados y cómplices de los criminales. Lo que sucedía muchas veces era que los ladrones acudían a los prestamistas judíos entregando el botín como prenda del dinero que les daban, que después no recogían. Asimismo se les caracterizaba como cobardes, pero la realidad era que al privárseles del derecho a portar armas intentaban evitar los problemas. "Cuando viajaban, tenían que contratar el servicio de cristianos armados que les servían de escolta; pero éstos, a menudo, se volvían contra ellos para desvalijarlos. Había que acudir a los tribunales, donde era muy difícil que se comprobasen y castigasen tales delitos. [...] Todo ello contribuía a formar entre los judíos una conciencia específica: era inútil tratar de defenderse, ya que el daño sería todavía peor. Debían ocultarse, huir o soslayar tales peligros".

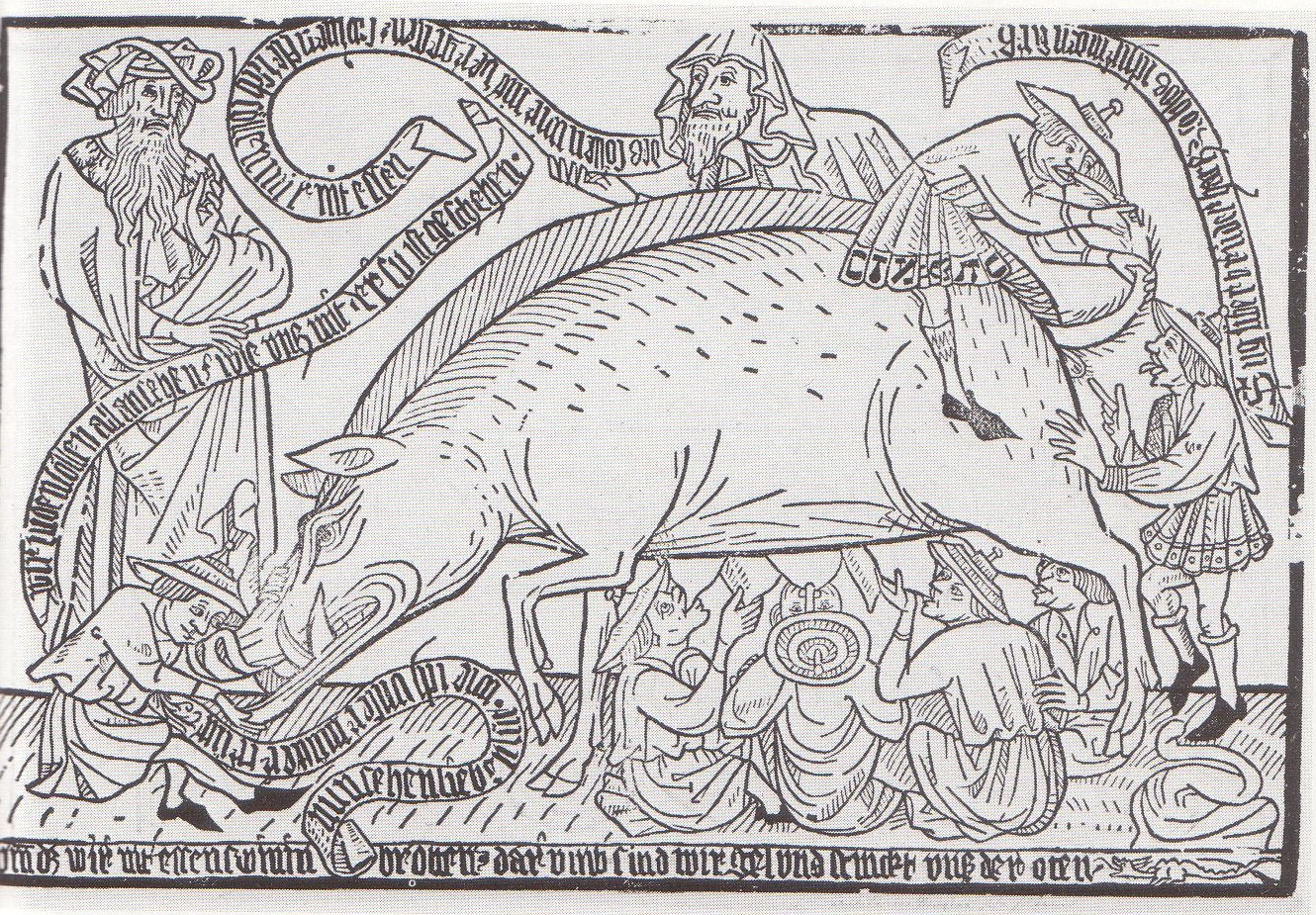
Representación de la Judensau en un libro xilográfico (Blockbuch) del siglo XV. Esta imagen antijudía creada en el centro de Europa solía representar figuras humanas con las características típicas de la vestimenta judía, como, por ejemplo, el sombrero judío, debajo de una puerca mamando de sus ubres, con la misma posición que tienen los lechones. Otros judíos miraban hacia el ano y abrazan y besaban a la cerda. Como imagen, la Judensau pretendía deshumanizar a los judíos.

Otros rasgos del estereotipo eran que el judío era avaro, taimado y maestro del engaño —como mucho más tarde lo retrató Shakespeare con el personaje del judío Shylock en El mercader de Venecia—. Estos rasgos derivaban de las actividades relacionadas con el dinero que realizaban los judíos ricos —en realidad una minoría—, que luego se trasladaban al conjunto de los judíos. Los nobles y eclesiásticos, que eran los que disponían de rentas importantes en la Edad Media, no entendían lo que hacían los banqueros y prestamistas judíos con su dinero, y tendían a desconfiar de ellos porque tampoco entendían cómo el manejo del dinero les hacía ricos. Achacaban a su "avaricia" que no gastaran el dinero que ganaban, aunque la razón era muy sencilla. "Sabían muy bien que sus bienes mobiliarios eran la única garantía para su existencia y su seguridad y por eso ahorraban; si se les obligaba a emigrar por cualquier circunstancia, esos bienes, en moneda o letras de cambio, podían acompañarles en el destierro".
El historiador Luis Suárez Fernández sintetiza así el estereotipo inventado sobre los judíos en la Edad Media, "una imagen falsa y calumniosa pero que ha durado hasta nuestros días":

El judío era un ser sucio que huele a ajo, cómplice de ladrones cuyo botín pone el mercado, cobarde, es sobre todo un avaro muy astuto que con sus «sutilezas» envuelve y engaña a los cristianos.

### Las calumnias religiosas
El historiador Luis Suárez Fernández agrupa las calumnias religiosas vertidas contra los judíos en la Edad Media en cuatro grandes sectores: propagar epidemias y enfermedades contagiosas para aniquilar a los cristianos; los insultos y las blasfemias contra Jesucristo, la Virgen y los principios de la fe cristiana; la profanación de hostias consagradas; y los crímenes rituales sobre niños cristianos.

#### Propagación de epidemias y enfermedades contagiosas
Aunque algún médico judío fue acusado de utilizar sus conocimientos para intentar asesinar a su paciente cristiano, la calumnia más difundida era que propagaban epidemias y enfermedades contagiosas para acabar con los cristianos. En 1321 se difundió en Francia el rumor de que los judíos habían contratado a leprosos para que contaminaran las aguas y de esa forma vengarse de las violencias sufridas a manos de los pastorcillos. Asimismo cuando se veía a un judío bañándose en un río, inmediatamente se pensaba que lo que estaba haciendo era envenenar sus aguas. Estas acusaciones alcanzaron su clímax cuando la Peste Negra asoló Europa a partir de 1348. Así en muchos lugares las juderías fueron asaltadas por sus atemorizados y enfurecidos vecinos cristianos que creían que eran los judíos los que habían propagado la peste.

#### Insultos y blasfemias contra Jesucristo, la Virgen y la fe cristiana
Aunque algún judío podía haber sido sorprendido blasfemando, esta conducta se atribuía a todos los judíos. De ahí la difusión de la leyenda del judío errante que relataba la condena impuesta por Dios de vagar eternamente a un judío que había insultado a Jesucristo en el camino hacia el Calvario. Pero en ocasiones lo que ocurría era que los cristianos malinterpretaban fiestas judías, como la del Purim (muerte de Amán, el malvado que recoge el Libro de Ester), que creían que era una burla de la Crucifixión. Así cuando los judíos la celebraban en Castilla, los niños cristianos hacían sonar las carracas para ahogar los gritos de Aman —una costumbre que pasó a las procesiones de Semana Santa—.

#### Profanación de hostias consagradas

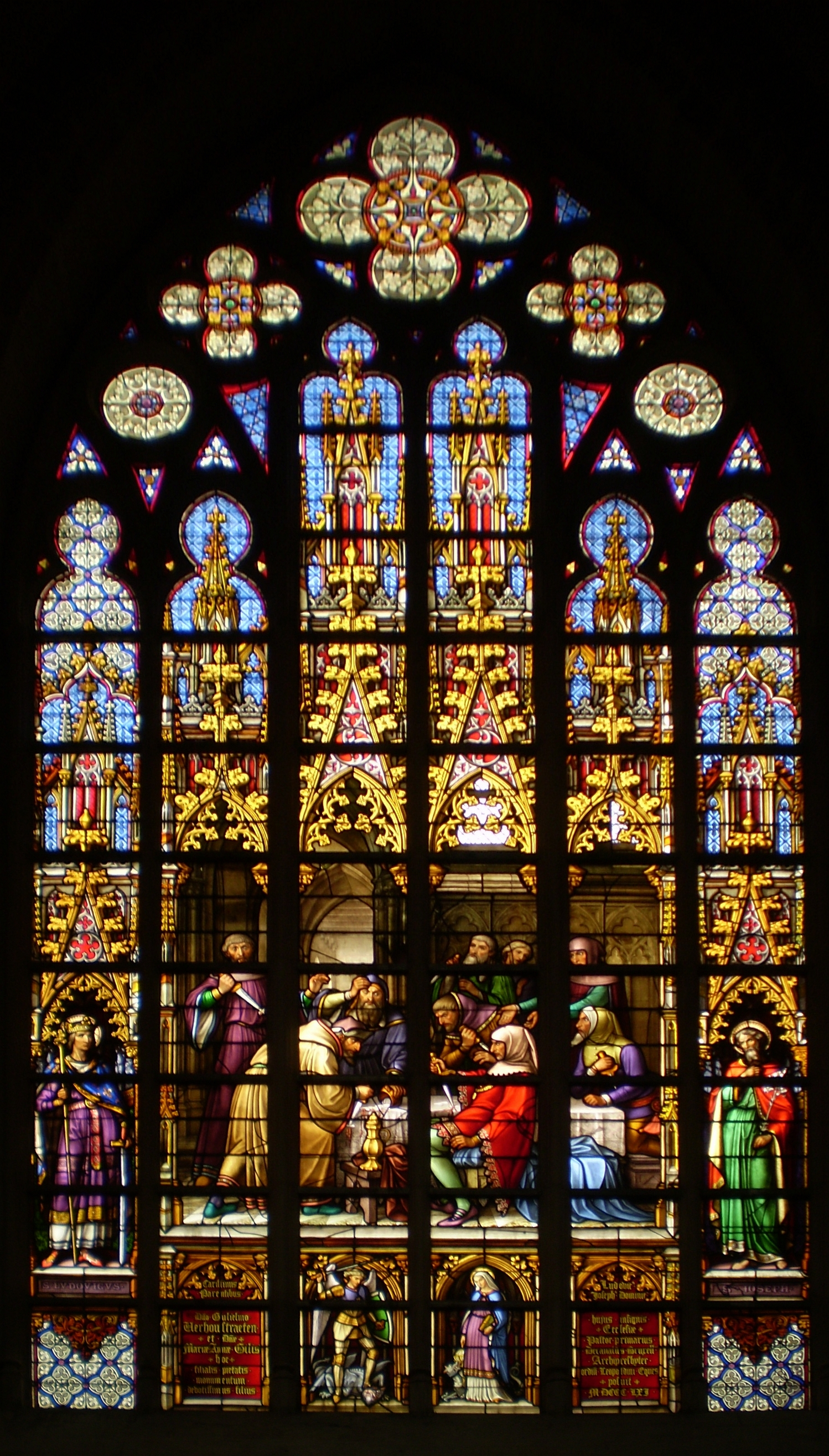
Vidriera de la profanación de las hostias por los judíos en 1370, en la catedral de San Miguel y Santa Gúdula de Bruselas.

La creencia de que los judíos profanaban hostias consagradas en la eucaristía parece que comenzó a difundirse a mediados del siglo XII, en tiempos de la Segunda Cruzada. Según esta leyenda los judíos robaban hostias consagradas para quemarlas, apuñalarlas o meterlas en agua hirviendo y de esa forma "demostrar" que no eran el cuerpo de Cristo, según la fe cristiana. Una de las versiones más significativas fue la que recoge una de las vidrieras de la catedral de San Miguel y Santa Gúdula de Bruselas: en el Viernes Santo de 1370 unos judíos robaron unas hostias consagradas y cuando las apuñalaron manó sangre de ellas y los culpables fueron ejecutados.

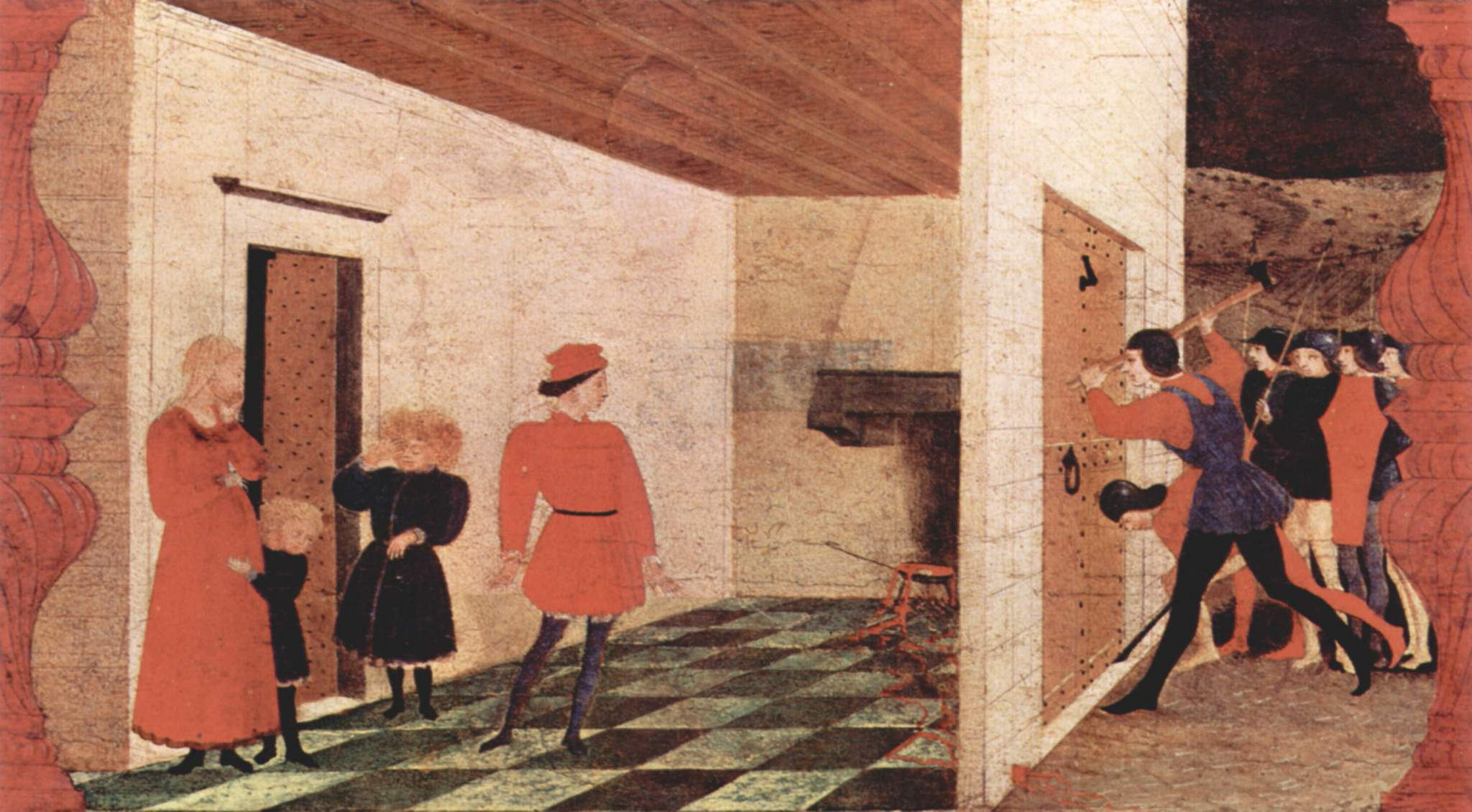
Segunda escena del Corpus Domini predella (la hostia profanada) de Paolo Ucello que muestra a una familia judía que mira aterrorizada cómo los soldados intentan tirar abajo la puerta para rescatar la hostia consagrada.

En las Cantigas de Santa María de Alfonso X el Sabio también aparece la leyenda: un prestamista judío, tras hacerse con una hostia consagrada, la profanó con fuego, agua hirviendo y con un cuchillo, pero sin conseguir alterar su forma original. Una de las versiones más conocidas es la ocurrida en Segovia a principios del siglo XV, y que parece que dio lugar al cuadro atribuido inicialmente a Jan van Eyck, titulado El triunfo de la Iglesia sobre la Sinagoga. La leyenda fue recogida por Alonso de Espina en el libelo Fortalitium Fidei de 1460 y en ella se refiere que un sacristán necesitado de dinero acudió a un prestamista judío y éste a cambio del dinero le pidió que le entregara una hostia consagrada, a lo que el sacristán, asustado, accedió. Un grupo de judíos, entre los que se encontraría don Meir, médico del rey Enrique III de Castilla, arrojaron la hostia a una caldera hirviendo, pero la hostia se elevó sobre la caldera envuelta en un halo de luz divina y se dirigió volando hasta el Convento de Santa Cruz. Los judíos profanadores fueron condenados a muerte y el obispo convirtió la sinagoga de Segovia en un templo católico dedicado al Corpus Cristi.
El dominico catalán Raimundo Martí en su famosa obra antijudía Pugio fidei... atribuía esta conducta a la intervención del diablo que les habría enseñado a los judíos —sus discípulos predilectos, según Martini— que en la hostia consagrada estaba presente el cuerpo de Cristo.

#### Asesinatos rituales de niños cristianos

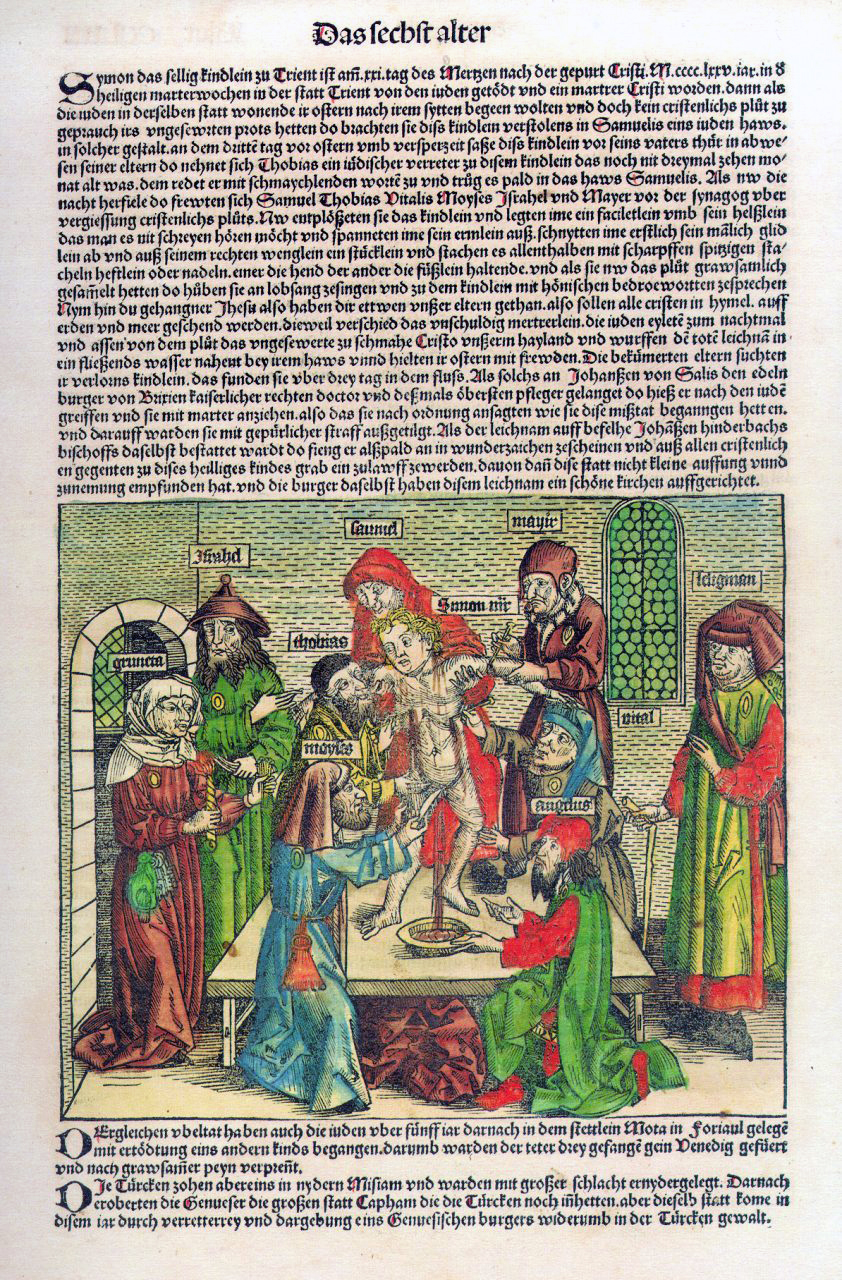
Historia de San Simón de Trento según la Crónica del Mundo de Hartmann Schedel (1493). Según la acusación el niño fue raptado y asesinado ritualmente por un grupo de judíos, que fueron condenados a muerte.

Según esta creencia, muy difundida, el día de Viernes Santo los judíos raptaban a niños cristianos sometiéndolos a terribles sufrimientos y asesinándolos de una forma especial, que incluía el aprovechamiento de su sangre para fabricar con ella el matzot de la Pascua judía. De esta forma, según la leyenda, los judíos, lejos de arrepentirse de ser un pueblo deicida, reproducían la Pasión de Jesucristo.
La primera acusación de haberse cometido este crimen ritual se produjo en Norwich (reino de Inglaterra) en 1144, y pronto aparecieron otros casos, sobre todo en el siglo siguiente —Blois (1171); Fulda (1235); Narbona (1236); Lincoln (1255); Valréas de Vaucluse (1247); Múnich (1286); Manosque (1296); Uzés (1297)—. El primero documentado en la península ibérica es de 1250 y se produjo en Zaragoza —el niño fue canonizado con el nombre de Santo Dominguito del Val—. Una historia similar corrió en 1294 también en el reino de Aragón: se contaba que en un pueblo cercano a Zaragoza unos judíos habían secuestrado a un niño cristiano al que habrían arrancado el corazón y el hígado, pero en este caso se pudo demostrar que se trataba de una calumnia, ya que apareció el niño supuesta víctima del crimen.
En el código castellano de las Partidas también se recoge este libelo de sangre antijudío:

Oyemos decir que en algunos logares los judíos ficieron et facen el día de Viernes Santo remembranza de la pasión... furtando los niños et poniéndolos en la cruz e faciendo imágenes de cera et crucificándolas, quando los niños non pueden haver

En la Corona de Castilla hubo varios casos de supuestos asesinatos rituales de niños perpetrados por judíos, pero el más famoso fue el del Santo Niño de La Guardia que tuvo lugar en 1491, un año antes de la expulsión de los judíos de España.
Este libelo persistirá hasta el siglo XX en Europa Central y Próximo Oriente.

## Relación entre el antijudaísmo cristiano y el antisemitismo contemporáneo

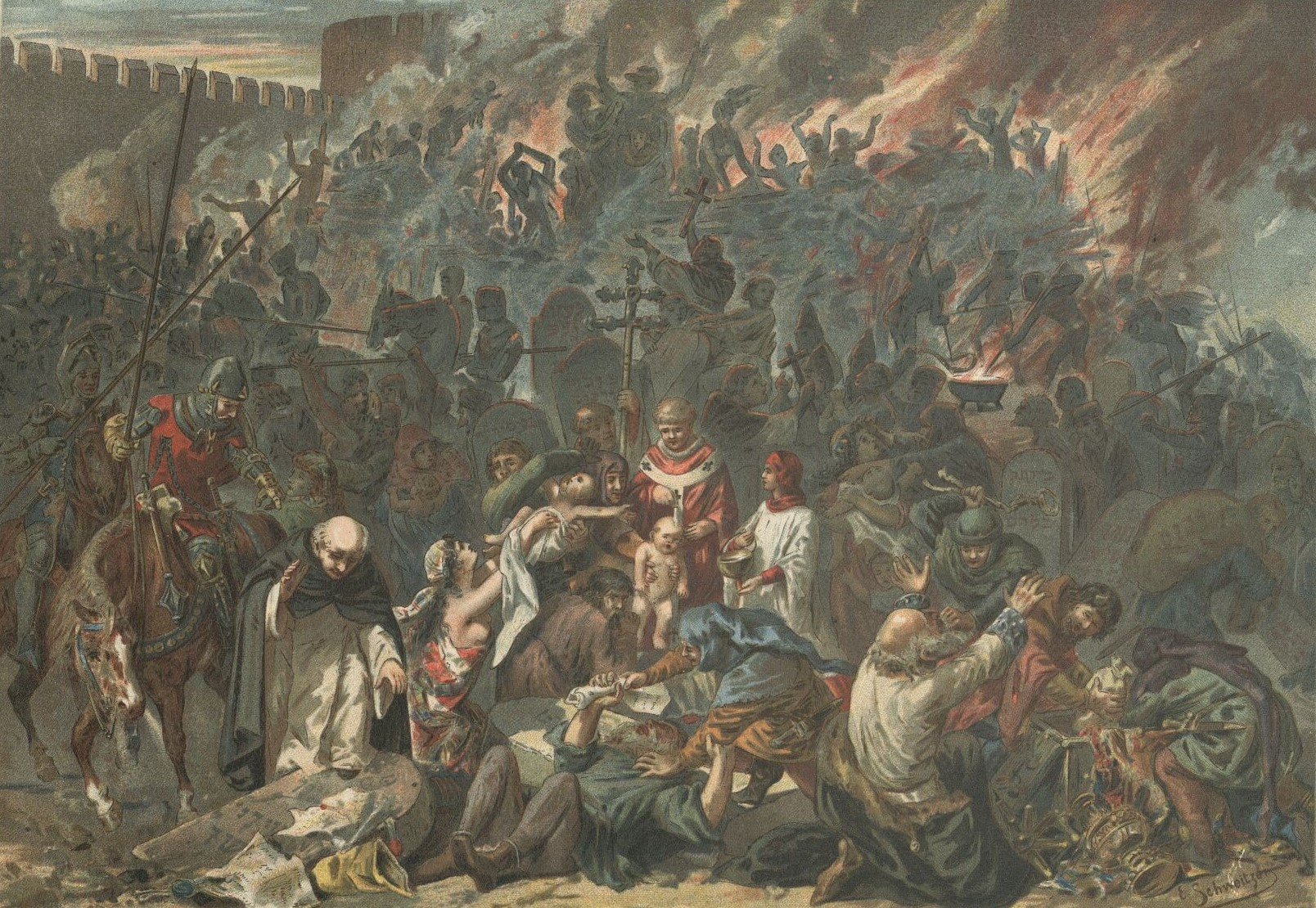
Cuadro de finales del que representa la matanza de judíos de Estrasburgo en 1349

Después de 1945, uno de los judíos supervivientes del Holocausto, el historiador francés Jules Isaac, cuya esposa e hija fueron asesinadas en un campo de exterminio, se propuso averiguar cuáles eran los orígenes históricos del antisemitismo europeo contemporáneo. El resultado de sus investigaciones las publicó en tres libros: Jésus et Israël (1948), Genèse de l'antisémitisme (1956) y L'Enseignement du mépris (1962). Isaac encontró la raíz del antisemitismo contemporáneo en la "pedagogía del desprecio" (título de su último libro) hacia los judíos practicada por la Iglesia durante siglos al presentar a los judíos como unos malvados y unos criminales, como el pueblo deicida que condenó a Jesús, ocultando el hecho de que fueron unos judíos —los que formaban el Sanedrín—, no los judíos, los que lo sentenciaron a muerte. De esa forma, según Isaac, el antijudaísmo cristiano, fundamentalmente medieval, preparó el terreno para la gran tragedia del siglo XX. En la página final de su Jésus et Israël resume su alegato: los nazis fueron los responsables del exterminio de los judíos, pero se trata de una responsabilidad derivada «que ha venido a injertarse, como el más tétrico parásito, en una tradición secular, una tradición cristiana».
El historiador británico Martin Gilbert atestigua cómo él mismo pertenece a una generación de judíos —nacidos antes de la Segunda Guerra Mundial— en la que se daba por sentado la existencia de cierta complicidad del cristianismo en el Holocausto, en lo que les enseñaban y en mucho de lo que leían. Se ponía el acento en la larga historia del antisemitismo cristiano, en las atrocidades cometidas por los cruzados contra los judíos en la Edad Media, en el papel de la Iglesia en las persecuciones antijudías a lo largo de la historia. Las diatribas contra los judíos por parte de Lutero también formaban parte de los libros de historia de los judíos, incluyendo alguno de su autoría.
También menciona Gilbert cómo en años más recientes ha habido duras críticas hacia el cristianismo y las iglesias por su papel durante el Holocausto. Especialmente se ha hablado de la culpabilidad e incluso complicidad del Papa, del Vaticano y del clero —especialmente del clero católico— en los sucesos que llevaron al Holocausto y durante el propio Holocausto. Su visión, concluye Gilbert, siempre fue diferente. En uno de sus libros describe los esfuerzos realizados por clérigos cristianos individuales en la lucha contra el antisemitismo y, del estudio de sus biografías, concluye que es necesario un cambio en el tratamiento del Holocausto en la historia.
En otro de sus libros, dedicado a los justos entre las naciones, explica sir Gilbert cómo entre las decenas de miles de personas que ayudaron a los judíos durante el Holocausto, había numerosos católicos —entre ellos franciscanos, benedictinos y jesuitas—, cristianos ortodoxos rusos y griegos, baptistas y luteranos, e incluso musulmanes de Bosnia y Albania. Muchos de los judíos que sobrevivieron al régimen y ocupación nazi en Europa entre 1939 y 1945, deben su vida a no judíos. Era frecuente la pena de muerte para los que ayudaran a los judíos, especialmente en Polonia y el Este de Europa. Muchos cientos de no judíos fueron ejecutados por tratar de ayudar a los judíos.

## ¿El fin del antijudaísmo cristiano?
Jules Isaac se entrevistó con los papas Pío XII y Juan XXIII y logró convencer a este último, como a otros muchos católicos, de la responsabilidad de la Iglesia católica en el antisemitismo que llevó al Holocausto. La primera respuesta fue la orden de Juan XXIII del 21 de marzo de 1959 por la que se prohibía el rezo del Oremus pro perfidis Judaeis en las iglesias de Roma, que poco después se extendió a todo el orbe católico. El paso definitivo se dio en el Concilio Vaticano II (1962-1965) cuando se aprobó el 28 de octubre de 1965 la declaración Nostra Aetate sobre las relaciones con las religiones no cristianas, y concretamente con el judaísmo. De esta forma se puso fin a la acusación de pueblo deicida lanzada contra los judíos durante siglos y además se condenaron de forma explícita las persecuciones contra los judíos.
Sin embargo, las Iglesias ortodoxas no han llegado a alcanzar el mismo grado de autocrítica que la Iglesia católica. Michel Wieviorka pone como ejemplo el caso de las Pussy Riot encarceladas en 2012 por haber cantado en una iglesia en contra de Vladímir Putin. «La campaña que el poder político orquestó contra ellas contó con el respaldo de la Iglesia ortodoxa rusa, que sacó provecho del antijudaísmo cristiano, a punto tal que el abogado de las chicas se vio obligado a aclarar en su blog que no era judío».